# Dixie 400 1964
Dixie 400 1964 var ett stockcarlopp ingående i Nascar Grand National Series (nuvarande Nascar Cup Series) som kördes 7 juni 1964 på den 1,5 mile (2,414 km) långa ovalbanan Atlanta International Raceway som är belägen utanför Hampton i Georgia. Totalt avverkades 400,5 miles (644,542 km) fördelat på 267 varv. Banunderlaget var asfalt. Loppet vanns av Ned Jarrett i en Ford på tiden 3:33.32 körande för Bondy Long. Longs snitthastighet var 112,535 mph. Prispotten uppgick till 43 420 dollar, varav 11 500 dollar gick till segraren.

## Resultat
| Plc     | Nr | Förare           | Team/ bilägare        | Konstruktör | Start | Varv | Ledda varv |
| ------- | -- | ---------------- | --------------------- | ----------- | ----- | ---- | ---------- |
| 1       | 11 | Ned Jarrett      | Bondy Long            | Ford        | 17    | 267  | 66         |
| 2       | 43 | Richard Petty    | Petty Enterprises     | Plymouth    | 13    | 267  | 42         |
| 3       | 25 | Paul Goldsmith   | Nichels Engineering   | Plymouth    | 4     | 266  | 25         |
| 4       | 16 | Darel Dieringer  | Stroppe Motorsports   | Mercury     | 8     | 266  | 2          |
| 5       | 4  | Rex White        | Bud Moore Engineering | Mercury     | 11    | 266  | 27         |
| 6       | 41 | Jim Paschal      | Petty Enterprises     | Plymouth    | 5     | 266  | 2          |
| 7       | 26 | Bobby Isaac      | Nichels Engineering   | Dodge       | 10    | 266  | 40         |
| 8       | 1  | Billy Wade       | Bud Moore Engineering | Mercury     | 12    | 264  | 1          |
| 9       | 54 | Jimmy Pardue     | Burton-Robinson       | Plymouth    | 9     | 257  | 29         |
| 10      | 10 | Larry Thomas     | Bernard Alvarez       | Ford        | 25    | 254  | 0          |
| 11      | 03 | LeeRoy Yarbrough | Fox Racing            | Dodge       | 7     | 254  | 0          |
| 12      | 34 | Wendell Scott    | Scott Racing          | Ford        | 24    | 252  | 0          |
| 13      | 32 | E.J. Trivette    | Jess Potter           | Chevrolet   | 27    | 247  | 0          |
| 14      | 95 | Ken Spikes       | Ken Spikes            | Dodge       | 23    | 244  | 0          |
| 15      | 02 | Curtis Crider    | Curtis Crider         | Mercury     | 26    | 244  | 0          |
| 16      | 46 | J.T. Putney      | Walt Hunter           | Chevrolet   | 20    | 242  | 0          |
| 17      | 68 | Bob Derrington   | Bob Derrington        | Ford        | 30    | 241  | 0          |
| 18      | 42 | Bill McMahan     | Casper Hensley        | Pontiac     | 21    | 239  | 0          |
| 19      | 9  | Roy Tyner        | Roy Tyner             | Chevrolet   | 34    | 234  | 0          |
| 20      | 3  | Buck Baker       | Fox Racing            | Dodge       | 6     | 224  | 2          |
| 21      | 92 | Reb Wickersham   | Ray Osborne           | Ford        | 28    | 186  | 0          |
| 22      | 82 | Bunkie Blackburn | Casper Hensley        | Pontiac     | 18    | 177  | 0          |
| 23      | 6  | David Pearson    | Owens Racing          | Dodge       | 2     | 139  | 28         |
| 24      | 76 | Larry Frank      | Larry Frank           | Ford        | 31    | 126  | 0          |
| 25      | 89 | Tiny Lund        | David Walker          | Plymouth    | 22    | 80   | 0          |
| 26      | 60 | Doug Cooper      | Bob Cooper            | Ford        | 19    | 42   | 0          |
| 27      | 27 | Junior Johnson   | Matthews Racing       | Ford        | 1     | 37   | 1          |
| 28      | 7  | Bobby Johns      | Bud Moore Engineering | Mercury     | 16    | 27   | 0          |
| 29      | 21 | Marvin Panch     | Wood Brothers Racing  | Ford        | 15    | 14   | 2          |
| 30      | 5  | Earl Balmer      | Owens Racing          | Dodge       | 14    | 12   | 0          |
| 31      | 28 | Fred Lorenzen    | Holman Moody          | Ford        | 3     | 8    | 0          |
| 32      | 88 | Neil Castles     | Buck Baker Racing     | Chrysler    | 29    | 5    | 0          |
| 33      | 86 | Bob Gray         | Buck Baker Racing     | Chrysler    | 32    | 2    | 0          |
| 34      | 01 | Bob Cooper       | Curtis Crider         | Mercury     | 33    | 2    | 0          |
| 35      | 49 | G.C. Spencer     | GC Spencer Racing     | Chevrolet   | 35    | 1    | 0          |
| Källor: |    |                  |                       |             |       |      |            |